# Tribus (Biologie)
Eine Tribus (Plural Tribus oder Triben) ist in der Systematik der Biologie eine Rangstufe zwischen Unterfamilie und Gattung. Wenn nötig, wird zwischen Tribus und Gattung noch die Rangstufe Subtribus (Untertribus) eingeschoben.
Der wissenschaftliche Name einer Tribus endet
- in der Botanik auf -eae
- in der Zoologie auf -ini

Der wissenschaftliche Name einer Untertribus endet
- in der Botanik auf -inae
- in der Zoologie auf -ina

Die Bezeichnung ist von den Tribus im antiken Rom abgeleitet.